# Medaller dels Jocs Olímpics d'hivern de 1976
El medaller dels Jocs Olímpics d'Hivern de 1976 presenta totes les medalles lliurades als esportistes guanyadors de les proves disputades en aquest esdeveniment, realitzat entre els dies 4 i 15 de febrer de 1976 a la ciutat d'Innsbruck (Àustria).
Les medalles apareixen agrupades pels Comitès Olímpics Nacionals participants i s'ordenen de forma decreixent contant les medalles d'or obtingudes; en cas d'empat, s'ordena de la mateixa manera contant les medalles de plata i, en cas de mantenir-se la igualtat, es conten les medalles de bronze. Si dos equips tenen la mateixa quantitat de medalles d'or, plata i bronze, es llisten en la mateixa posició i s'ordenen alfabèticament.
En aquests Jocs la Unió Soviètica tornà a ser la dominadora del medaller i Liechtenstein aconseguí guanyar les seves primeres medalles olímpiques.

## Medaller
| Jocs Olímpics d'hivern de 1976 | Jocs Olímpics d'hivern de 1976 | Jocs Olímpics d'hivern de 1976 | Jocs Olímpics d'hivern de 1976 | Jocs Olímpics d'hivern de 1976 | Anells Olímpics |
| Posició                        | CON                            | Or                             | Plata                          | Bronze                         | Total           |
| 1                              | Unió Soviètica                 | 13                             | 6                              | 8                              | 27              |
| 2                              | RDA                            | 7                              | 5                              | 7                              | 19              |
| 3                              | Estats Units                   | 3                              | 3                              | 4                              | 10              |
| 4                              | Noruega                        | 3                              | 3                              | 1                              | 7               |
| 5                              | RFA                            | 2                              | 5                              | 3                              | 10              |
| 6                              | Finlàndia                      | 2                              | 4                              | 1                              | 7               |
| 7                              | Àustria                        | 2                              | 2                              | 2                              | 6               |
| 8                              | Suïssa                         | 1                              | 3                              | 1                              | 5               |
| 9                              | Països Baixos                  | 1                              | 2                              | 3                              | 6               |
| 10                             | Itàlia                         | 1                              | 2                              | 1                              | 4               |
| 11                             | Canadà                         | 1                              | 1                              | 1                              | 3               |
| 12                             | Regne Unit                     | 1                              | 0                              | 0                              | 1               |
| 13                             | Txecoslovàquia                 | 0                              | 1                              | 0                              | 1               |
| 14                             | Liechtenstein                  | 0                              | 0                              | 2                              | 2               |
| 14                             | Suècia                         | 0                              | 0                              | 2                              | 2               |
| 16                             | França                         | 0                              | 0                              | 1                              | 1               |
| Total                          | Total                          | 37                             | 37                             | 37                             | 111             |